# Vạn Lý, Tân Bắc
Vạn Lý (tiếng Trung: 萬里區; bính âm Hán ngữ: Wànlǐ Qū; bính âm thông dụng: Wànlǐ Cyu; Bạch thoại tự: Bān-lì khu) là một khu (quận) của thành phố Tân Bắc, Trung Hoa Dân Quốc (Đài Loan). Quận nằm trên một khu vực bờ biển đất đá và có tỷ lệ đô thị hóa thấp. Trịnh Thành Công đã đổ bộ lên khu vực Vạn Lý ngày nay vào năm 1661 đển đánh đuổi quân Hà Lan.